# Arrigo Tassinari
Arrigo Tassinari (Cento, 29 dicembre 1889 – Roma, 21 gennaio 1988) è stato un flautista italiano.
Professore d'orchestra e Maestro presso vari Conservatori di musica italiani, si è esibito come solista in molteplici occasioni, in Italia e fuori da essa.

## Biografia

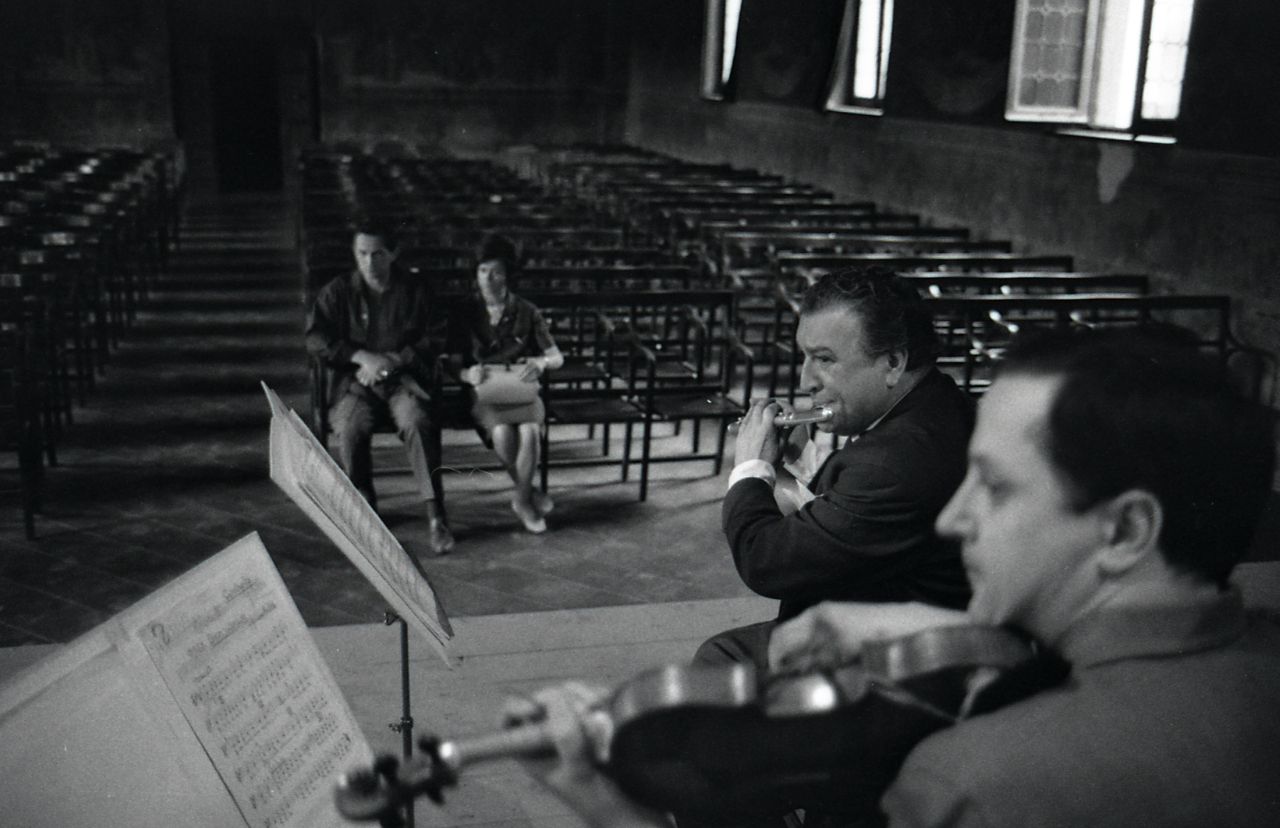
Arrigo Tassinari durante una prova. Foto di Paolo Monti, 1964

Nacque a Cento, in provincia di Ferrara, e si diplomò a Bologna sotto la guida del M° Gillone. A vent'anni, scritturato da Tullio Serafin, entrò a far parte dell'Orchestra della Scala di Milano permanendovi per sette stagioni.
Divenne quindi, per tre anni, insegnante presso i Licei Musicali Tartini, oggi Conservatorio Giuseppe Tartini, di Trieste e Verdi di Milano.
Chiamato nuovamente alla Scala da Arturo Toscanini, vi occupò il posto di primo flauto dal 1921 al 1934 altamente apprezzato, oltre che dal Toscanini, da tutti i Maestri, italiani e stranieri, che si succedettero nella direzione dell'orchestra.
Dall'ottobre 1934 fu insegnante al Regio Conservatorio di San Pietro a Majella di Napoli per poi trasferirsi, nel 1940, al Conservatorio Santa Cecilia di Roma.
Nel corso della sua carriera si esibì, come solista, alla Società del Quartetto ed al Teatro del Popolo di Milano con il Quartetto Poltronieri, o con altri concertisti di fama, nonché alla Società del Quartetto di Roma e presso altre importanti Società musicali. Tenne altresì numerosi concerti presso il Conservatorio di Napoli e per due volte al Festival di Venezia.
Tra i suoi alunni sono da annoverarsi i Maestri Severino Gazzelloni, con lui diplomatosi a Santa Cecilia, Giovanni Gatti, autore di diversi metodi per flauto, Pasquale Esposito, presso il Conservatorio San Pietro a Majella di Napoli. Con quest'ultimo incise nel 1953, per l'etichetta Columbia, il concerto in Sol maggiore per due flauti, di D. Cimarosa, sotto la direzione di Franco Caracciolo con l'Orchestra Alessandro Scarlatti di Napoli.
Una sua biografia, la prima, è stata presentata nel 2009 dal Maestro Claudio Paradiso.